# Aviad Neiger
Rabinul Aviad Neiger (n. 17 august 1976, Nahariia, Districtul de Nord, Israel) este un rabin israelian din curentul hasidic Satmar  și un activist antisionist. El este autorul seriei de cărți „Yalkut Hishbati Etchem” care se concentrează asupra Celor Trei Jurăminte menționate în tratatul talmudic Ketuvot si Midrașul Raba la Cântarea Cântărilor și conduce un site web cu același nume. Rabinul Neiger a creat un fel de enciclopedie antisionistă consacrată „Celor Trei Jurăminte”  și „Decretului Exilului"

## Biografie
Rabinul Aviad Neiger s-a născut în Nahariya.
S-a pocăit la vărsta de 21 ani, adoptând iudaismul ultraortodox.  
A studiat inițial la ieșiva Machon Meir cu rabinul Uri Sherki.
După planul unilateral de retragere a Israelului din Fâșia Gaza din 2004, el a început să aibă îndoieli cu privire la sionismul „ religios ”. Potrivit rabinului Neiger, faptul că statul Israel a cedat pământuri în Fâșia Gaza contrazice ideea sionismului religios conform căreia Statul Israel renăscut face parte din drumul spre mântuire.
În acei ani, a studiat la ieșiva  „Notsar Chessed Lihuda”, condusă de rabinul Meir Alfasi. Acolo a  descoperit o carte numită „ Torat HaGalut”, care adună cuvintele Rishonimilor și Acharonimilor cu privire la cele   Trei Jurăminte. Având această revelație,  rabinul Neiger a rupt cu sionismul religios și s-a alăturat hasidismului Satmar,cunoscut pentru atitudinea sa antisionistă. 
Rabinul Neiger a studiat apoi și cu rabinii Moshe Ben Tov, Yosef Schwartz „Hasaba Kadisha”, Yaakov Yosef și Binyamin Raphael Gabbay.
Este căsătorit cu Naama Shapiro, au 10 copii și locuiește în cartierul Kiryat Moshe din Ierusalim.

## Activități
Rabinul Aviad Neiger a fondat organizația „Yalkut Hishbati Etchem”, prin care își publică cărțile și al cărei site web servește drept un fel de enciclopedie anti-sionistă ultrareligioasă.
Rabinul activeaza într-un număr de batei midrash din Israel, unde:
distribuie material antisionist trecătorilor, predă cursuri   despre cărțile rabinului Yoel Teitelbaum.
Colaboreaz[ de asemenea cu rabinul Hananel Sharara si difuzeaza învățătura despre  Cele Trei Jurăminte în rândurile israelienilor asezați în teritoriile controlate de Israel în Iudeea și Samaria.

Rabinul a primit scrisori de sprijin și recomandare de la un șir de personalitati religioase evreiești având convingeri similare Haim Moshe Yisrael Zeev Deutsch, Rabinul Shmuel Moshe Kramer. Rabinul Gaon Chananel Sharara, rabinul Moshe David HaCohen Katz din organizația Natruna, rabinul Meir Weinberger, rabinul David Michael Schmidel, rabinul Reuven Mertzbach. Rabinul Yitzchak Mader, rabinul Menashe Pilaf, rabinul Ben-Zion Laub, rabinul Steinharter (din „Esh Tamid”), rabinul Netaniel Brandsdorfer (fiul rabinului Meir Brandsdorfer).

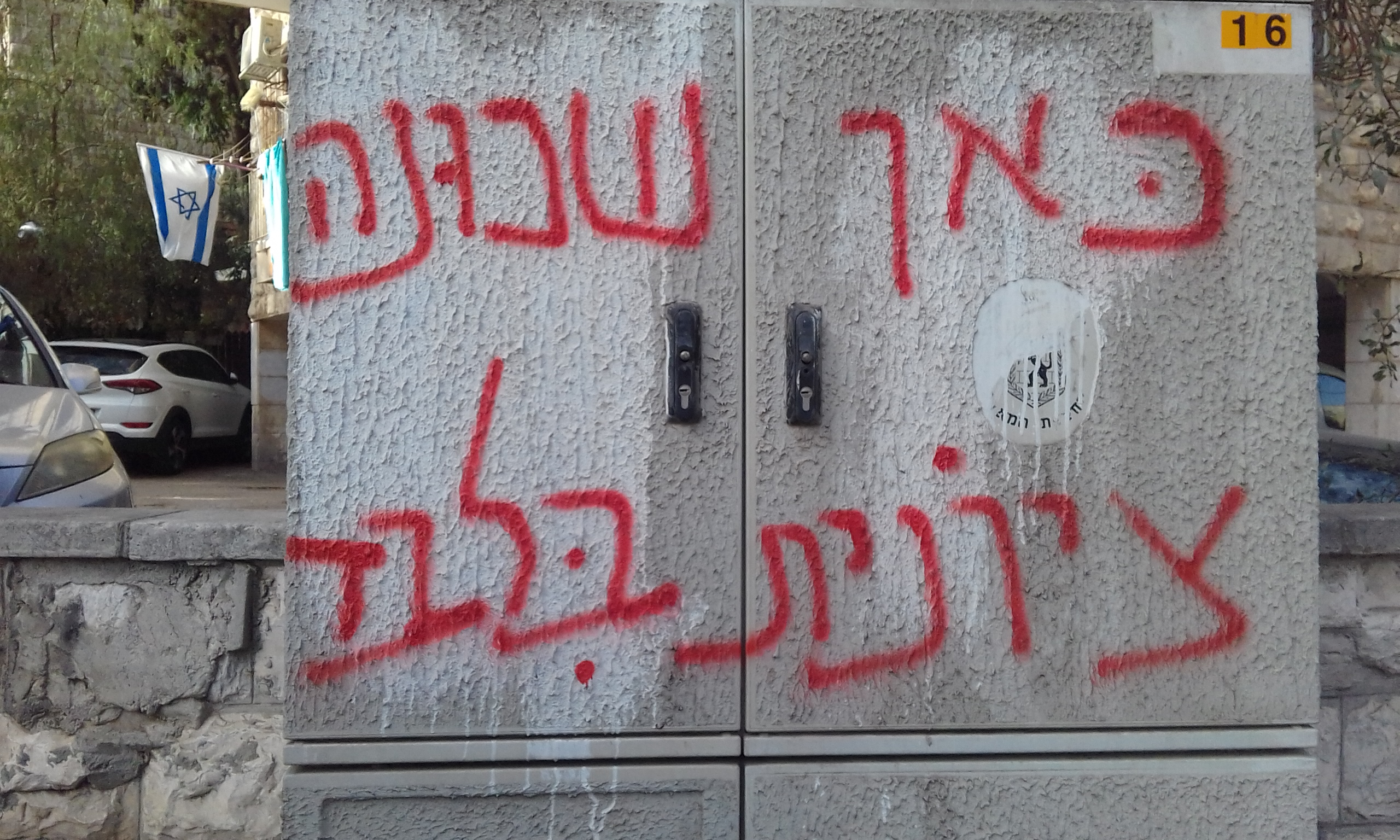
Graffiti împotriva rabinului Aviad Neiger în care se spune „Acesta este un cartier numai pentru sionişti”

## Cărți
- „Limita muntelui” (גבול ההר) - despre interdicția pentru evrei de a urca pe Muntele Templului.
- „Yalkut Hishbati Etchem - Înțelepții Marocului ” - citate din rabini marocani din toate perioadele istoriei, care erau împotriva ideii sioniste.
- Kuntres „Războiul Mitzvah - Legile războaielor Israelului în acest moment” (מלחמת מצוה - הלכות מלחמות ישראל בשעה זו) - Cartea spune că unui evreu îi este interzis să participe la războaie, deoarece "din cauza Jurământului" îi este interzis să creeze un stat și o oștire independentă. .
- לגלות ולהראות את נס - un comentariu la Legile lui Rambam Hanukkah.
- קונטרס והיה בכזיב בלדתה - despre Bar Koziva - broșura subliniază faptul că rabinii pot greși, așa cum unii dintre Tannaim au crezut că Bar Kochva (Koziva) era mesia. Rabinul Neiger critică pe rabinii din partidele politice ultraortodoxe din Israel, Agudat Israel și Shas pentru conexiunile lor cu sionismul și cu rabinii sioniști, care contravin, după opinia sa, legii iudaice - Halacha.
- Kuntres „Mitzvat Yishuv Eretz Yisrael” (מצות ישוב ארץ ישראל).

## Media
- Site-ul oficial Yalkut Hishbati Etchem.
- Videoclipuri pe canalul Yalkut Hishbati Etchem.
- Cărțile „ Yalkut Hishbati Etchem ” de pe site-ul Otzar HaChokhma.
- ללמוד וללמד: הגר"א ניגר במסירת שיעור בגבע בנימין - Bahazit, 27 ianuarie 2022.
- Cursuri pe site-ul „Kol Halashon”.

Articole și interviuri
- Interviu în ziarul Der Blat.
- Interviu în ziarul Der Oytser.
- Interviu în ziarul Dorot.
- Interviu în ziarul Der Yid.
- Interviu în ziarul Morasha.
- Interviu în ziarul Al Hamilchamot, numărul 5.
- Interviu în ziarul Hamabat.
- Mă bucur că ai făcut-o; וראש הישיבה שחזר בו מהסכמתו לספר, Kikar HaShabbat, 20.05.07.